# Anfernee Lopena
Anfernee Talaboc Lopena (Tagbilaran, 11 febbraio 1994) è un velocista filippino.

## Biografia
Nativo di Tagbilaran, capoluogo della provincia di Bohol, il padre decide di chiamarlo Anfernee ispirandosi al cestista Anfernee Hardaway, allora militante negli Orlando Magic.
Compie il suo debutto per la nazionale di atletica filippina nella stagione 2016.
La stagione del 2017 inizia con un nuovo record nazionale; a marzo, nel corso dell'Ayala Philippine National Open, segna il primato nazionale di 40"29 nella staffetta 4×100 metri assieme a Trenten Beram, Jomar Udtohan ed Eric Cray. Tale risultato resiste solamente fino a giugno, migliorato a 39"96 da un quartetto composto da Patrick Unso, Lopena, Beram e Archand Bagsit.
Nel luglio 2017 è selezionato per i campionati asiatici di Bhubaneswar, dove supera di poco le batterie dei 100 metri piani correndo in 10"86. L'avventura indiana termina alle semifinali con un 10"95 insufficiente a dargli la qualificazione.
Un mese dopo vola a Kuala Lumpur in occasione dei XXIX Giochi del Sud-est asiatico; il 22 agosto si ferma alle semifinali dei 100 metri piani, piazzandosi quarto in 10"71 dietro a Khairul Hafiz Jantan (10"34), Jirapong Meenapra (10"46) e Iswandi (10"56). La sua prima partecipazione ai Giochi si chiude comunque in modo positivo con la vittoria di un bronzo nella staffetta 4×100 metri in 39"11 (tempo da nuovo primato nazionale), con un quartetto composto da Archand Bagsit, Eric Cray, Trenten Beram e lo stesso Lopena in prima frazione.

## Record nazionali

### Seniores
- Staffetta 4×100 metri: 39"11 ( Kuala Lumpur, 25 agosto 2017) (Anfernee Lopena, Archand Bagsit, Eric Cray, Trenten Beram)

## Palmarès
| Anno | Manifestazione              | Sede         | Evento      | Risultato  | Prestazione | Note             |
| ---- | --------------------------- | ------------ | ----------- | ---------- | ----------- | ---------------- |
| 2017 | Campionati asiatici         | Bhubaneswar  | 100 m piani | Semifinale | 10"95       |                  |
| 2017 | Giochi del Sud-est asiatico | Kuala Lumpur | 100 m piani | Semifinale | 10"71       |                  |
| 2017 | Giochi del Sud-est asiatico | Kuala Lumpur | 4×100 m     | Bronzo     | 39"11       | Record nazionale |